# ريجينالد بارلو
ريجينالد بارلو (بالإنجليزية: Reginald Barlow)‏ مواليد 17 يونيو 1866 في كامبريدج، الولايات المتحدة - الوفاة 6 يوليو 1943 في هوليوود، كاليفورنيا، الولايات المتحدة، هو ممثل أمريكي بدأ مسيرته الفنية سنة 1915. امتدت مسيرته الفنية لأكثر من 28 عاما.

## أعماله
- مغامرات ماركو بولو
- آخر سلالة الموهيكيين (فيلم 1936)
- قصة مدينتين (فيلم 1935)
- القبطان بلود (فيلم 1935)
- البؤساء (فيلم 1935)
- ليلة من الحب (فيلم)
- كينغ كونغ (فيلم 1933)
- أنا طريد العدالة ومن سلسلة عصابات (فيلم)

## روابط خارجية
- ريجينالد بارلو على موقع IMDb (الإنجليزية)
- ريجينالد بارلو على موقع ألو سيني (الفرنسية)
- ريجينالد بارلو على موقع أول موفي (الإنجليزية)
- ريجينالد بارلو على موقع قاعدة بيانات برودواي على الإنترنت (الإنجليزية)
- ريجينالد بارلو على موقع قاعدة بيانات الأفلام السويدية (السويدية)
- ريجينالد بارلو على موقع ديسكوغز (الإنجليزية)
- ريجينالد بارلو على موقع قاعدة بيانات الفيلم (الإنجليزية)
- ريجينالد بارلو على موقع كينوبويسك (الروسية)